# Tenetniki
Tenetniki (ukr. Тенетники) – wieś na Ukrainie, w  obwodzie iwanofrankiwskim, w rejonie halickim, nad Dniestrem.
W pobliżu znajduje się przystanek kolejowy Tenetniki, położony na linii Lwów – Czerniowce.

## Historia
Król Władysław Jagiełło 29 września 1389 we Lwowie nadał Pawłowi Ramszowi (Ramschowi) wieś Tenetniki w powiecie halickim z obowiązkiem stawiania się na każdą wyprawę
wojenną z kopią i 2 łucznikami.
W 1502 Rafał Sieniawski h. Leliwa (zm. 1518, od 15 czerwca 1502 chorąży halicki) kupił za 300 grzywien od brata stryjecznego Dymitra Leliwy z Sieniawy wieś Tenetniki w powiecie halickim, z tym warunkiem, że gdyby brat Dymitra Stanisław, albo jego własny syn Stanisław i jego syn Mikołaj wrócili z niewoli tureckiej i wyrugowali Sieniawskiego bliższością z tej wsi, wówczas Dymitr dałby mu za 100 kóp groszy wwiązanie do Chodorkowic i Zaradza.
W czasie okupacji niemieckiej mieszkający w Tenetnikach ukraiński leśnik Fedir Penderecki z rodziną pomagał Żydom ukrywającym się w lesie. W 1997 roku Instytut Jad Waszem uhonorował za to tytułami Sprawiedliwych wśród Narodów Świata Fedira Pendereckiego, jego żonę Hannę i syna Mykołę.